# Енс (град)
Вижте пояснителната страница за други значения на Енс.
Енс (на немски: Enns) е град в северната част на Австрия. Разположен е в окръг Линц-Ланд на провинция Горна Австрия около едноименната река Енс. Надморска височина 281 m. Получава статут на град през 1212 г. Има жп гара. Отстои на 18 km югоизточно от Линц. Население 10 888 жители към 1 април 2009 г.

## Личности
Родени
- Филма Екъл (1892 – 1982), австрийска художничка

## Побратимени градове
- Динголфинг, Германия
- Целтвег, Австрия